# William Fox (filmowiec)
William Fox (ur. 1 stycznia 1879, zm. 8 maja 1952) – amerykański producent filmowy pochodzenia węgierskiego.

## Filmografia
- 1915: The Clemenceau Case
- 1917: Kleopatra
- 1922: The Town That Forgot God
- 1928: Anioł ulicy
- 1932: The Painted Woman
- 1934: Karawana

## Wyróżnienia
Posiada swoją gwiazdę na Hollywoodzkiej Alei Gwiazd.